# Région de Košice
La région de Košice (Košický kraj en slovaque) est une région administrative et (depuis le 19 décembre 2001) une collectivité territoriale de Slovaquie, issue du partage de l'ancienne région de Slovaquie orientale (Východoslovenský kraj) en 1990.

## Géographie
| District de Rožňava District de · Spišská Nová Ves District de Sobrance District de · Trebišov District de · Michalovce District de Gelnica KE I KE II KE III KE IV District de Košice-okolie |

La région se situe dans le sud-est de la Slovaquie et borde la Hongrie au sud, l'Ukraine à l'est la région de Prešov au nord et la région de Banská Bystrica à l'ouest.

### Districts
La région de Košice est subdivisée en 11 districts :
| - District de Gelnica - District de Košice I - District de Košice II - District de Košice III - District de Košice IV | - District de Košice-okolie - District de Michalovce - District de Rožňava - District de Sobrance - District de Spišská Nová Ves - District de Trebišov |

### Villes
| - Čierna nad Tisou - Dobšiná - Gelnica - Košice - Kráľovský Chlmec - Krompachy | - Medzev - Michalovce - Moldava nad Bodvou - Rožňava - Sečovce - Sobrance | - Spišská Nová Ves - Spišské Vlachy - Strážske - Trebišov - Veľké Kapušany |

## Démographie

### Évolution de la population
| Année:               | 1994.   | 2004.   | 2014.   | 2024.   |
| -------------------- | ------- | ------- | ------- | ------- |
| Nombre de personnes: | 753 849 | 770 508 | 795 565 | 778 799 |
| Différence:          |         | +2,20 % | +3,25 % | -2,10 % |

| Année:               | 2023.   | 2024.   |
| -------------------- | ------- | ------- |
| Nombre de personnes: | 779 073 | 778 799 |
| Différence:          |         | -0,03 % |

## Politique

### Présidents de la région
- 2001-2005 : Rudolf Bauer (sk) (KDH, DS (sk))
- 2005-2017 : Zdenko Trebuľa (sk) (SMER, HZD)
- 2017-2022 : Rastislav Trnka (sk) (OĽANO, SaS, KDH, NOVA, ŠANCA (sk))

### Conseil régional
| Parti | Nombre de sièges | %     |
| --- | ---------------- | ----- |
| SMER - sociálna demokracia | 26               | 45,61 |
| Candidats indépendants | 13               | 22,8  |
| Demokratická strana Konzervatívni demokrati Slovenska Občianska konzervatívna strana Slovenská demokratická a kresťanská únia - Demokratická strana | 8                | 14,03 |
| Strana maďarskej koalície - Magyar Koalíció Pártja                                                                                                  | 4                | 7,01  |
| Ľudová strana - Hnutie za demokratické Slovensko Strana zelených Slovenska                                                                          | 4                | 7,01  |
| Hnutie za demokraciu Slobodné Fórum Strana občianskej solidarity                                                                                    | 2                | 3,5   |

La participation aux élections régionales a été très faible, on a enregistré un pourcentage de 22,93 % pour la région de Košice.